# Steam (Peter Gabriel)
Steam is een nummer van de Britse muzikant Peter Gabriel, afkomstig van zijn studioalbum Us uit 1992. Op 14 september dat jaar werd het nummer eerst in het Verenigd Koninkrijk en Ierland op single uitgebracht. Op 4 januari 1993 volgde Europa, Australië, Nieuw-Zeeland, Verenigde Staten en Canada.

## Ontstaan nummer
Peter Gabriel zei zelf dat het nummer gaat over een relatie waarin de vrouw slim en cultureel onderlegd is, terwijl de man juist van niets weet, behalve over de vrouw, terwijl zij zichzelf niet kent. Gabriel (zang, toetsen, percussie en arrangementen voor blazers) dook met Tony Levin (basgitaar), David Rhodes en Leo Nocentelli (gitaar), Tim Green (tenorsaxofoon), Reggie Houston (baritonsaxofoon), Renard Poche (trombone) en Manu Katché (drums) zijn Real World Studios in op het op te nemen met ondersteuning van programmeurs David Bottrill en Richard Blair en The Babacar Faye Drummers (sabar drums). Muziekproducent was Daniel Lanois die ook een deel van de blaasarrangementen voor zijn rekening nam.
Een alternatieve versie van Steam, getiteld Quiet steam werd als B-kant gebruik voor de voorafgaande single Digging in the dirt, maar is ook gedeeltelijk te horen op Secret world live als intro van Steam.

## Achtergrond
Op de grens van 1992 en 1993 werd het nummer door Virgin Records/Real World Records (Europa) en Geffen Records (VS, Canada, Australië en Nieuw-Zeeland) uitgebracht als single. Als B-kant werd een remix gebruikt van Games without frontiers; opvulling van de cd-single werden twee andere mixen van Steam gebruikt (mix 12” en mix dub). De single  wist in zeven weken de 10e positie van de UK Singles Chart te bereiken in Gabriels thuisland het Verenigd Koninkrijk; zijn laatste top 10-hit aldaar.
In Nederland was de single in week 52 van 1992 "Radio 3 Alarmschijf" op het destijds vernieuwde Radio 3 en werd een radiohit in de op dat moment twee landelijke hitlijsten op de nationale publieke popzender. De single behaalde een 16e positie in de Nederlandse Top 40 in zes weken notering, in de door de TROS op zondag 31 januari 1993 laatste op Radio 3 uitgezonden Nationale Top 100 in vijf weken de 27e positie. 
In België behaalde de single de 18e positie in de Vlaamse Radio 2 Top 30 en in de voorloper van de Vlaamse Ultratop 50 stond de single vier weken genoteerd met als hoogste positie 25. In Wallonië werd géén notering behaald.
Ook Duitsland, Zweden, Nieuw-Zeeland (met als hoogste notering positie 7) en Australië kenden soortgelijke noteringen. In de Verenigde Staten noteerde de single een 32e positie in de Billboard Hot 100; in Canada een nummer 1-positie in de hitparade van RPM en in de Eurochart Hot 100 de 23e positie.

### Videoclip
De uitgave van de single werd begeleid door een videoclip, wederom van regisseur Stephen R. Johnson, die ook de clips verzorgde voor eerdere singles als Sledgehammer en Big time. Gabriel en Johnson wonnen er prijzen mee als MTV Video Music Award (Visual effects en Editing) en Grammy Award (Music video). 
In Nederland werd de videoclip destijds op televisie (Nederland 2) uitgezonden door Veronica in de tv-versie van de Nederlandse Top 40 en in het popprogramma Countdown en door de TROS in het popprogramma Popformule.